# Альперин, Ефим Иосифович
Ефи́м Ио́сифович Альпе́рин (псевдоним — Ефим Ясный; 17 апреля 1924, Каменец-Подольский — 10 февраля 1977, Каменец-Подольский) — советский украинский писатель и журналист. Кандидат филологических наук (1972). Член Союза журналистов СССР. Отец джазмена Михаила Альперина.

## Биография
Участник Великой Отечественной войны (1945).
В 1955 году окончил Каменец-Подольский педагогический институт (ныне Каменец-Подольский национальный университет).
Работал директором школы в селе Голосков Каменец-Подольского района (1959—1961), в редакции газеты «Прапор Жовтня» (рус. «Знамя Октября»), старшим преподавателем Каменец-Подольського педагогического института.
Повесть «Атака» (1971; прототип главного героя жил и работал в Каменце-Подольске), «Никита Годованец» (1973). Член редколлегии литературно-художественного альманаха «Каменец-Подольский» (1956).
Последователь творчества Никиты Годованца. Кандидатская диссертация «Украинская басня и творчество Никиты Годованца» (1972, Институт литературы им. Шевченко АН УССР).